# Diocesi di Dunblane

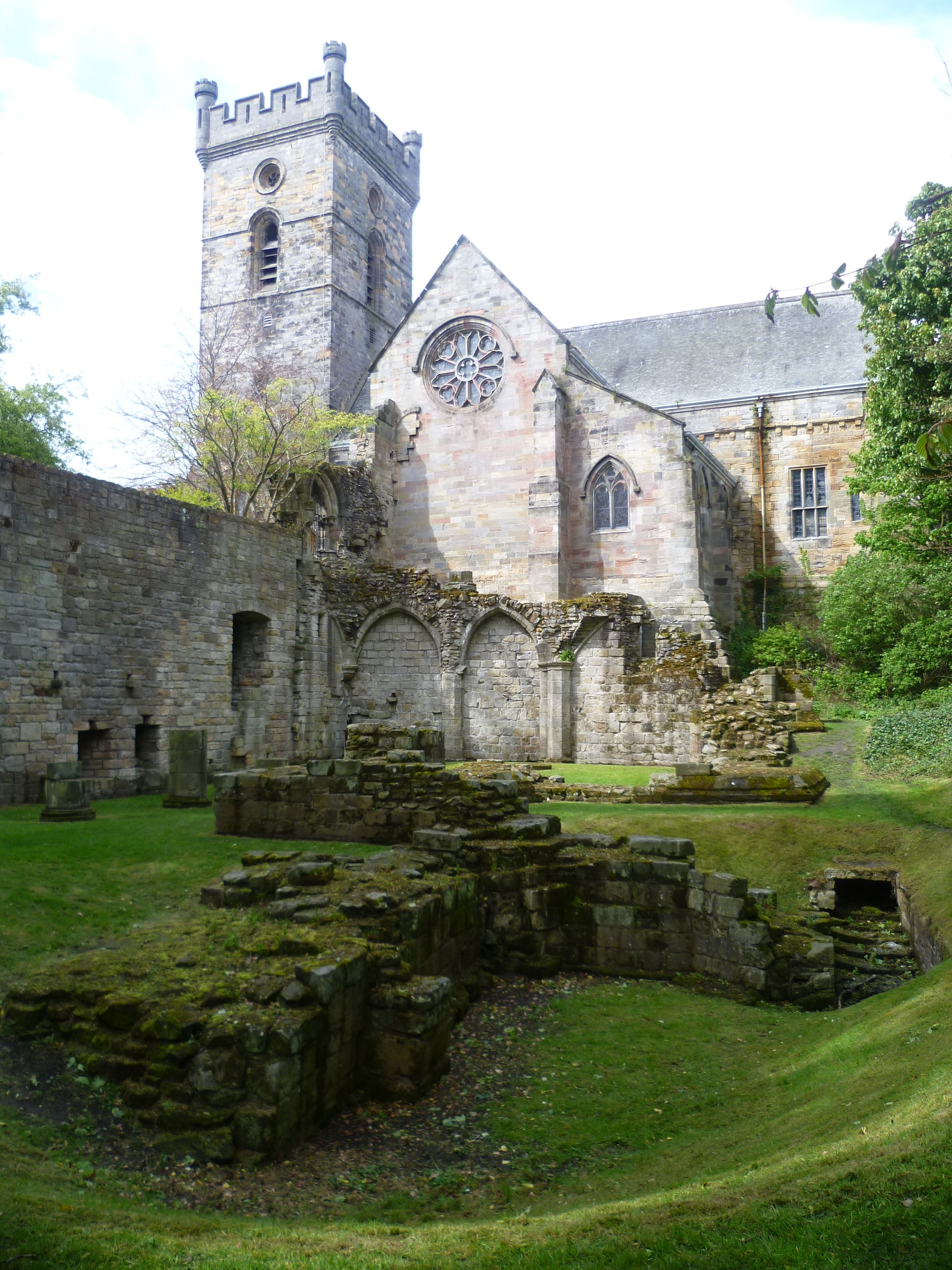
La chiesa dell'abbazia cistercense di Culross, fondata nel 1217.

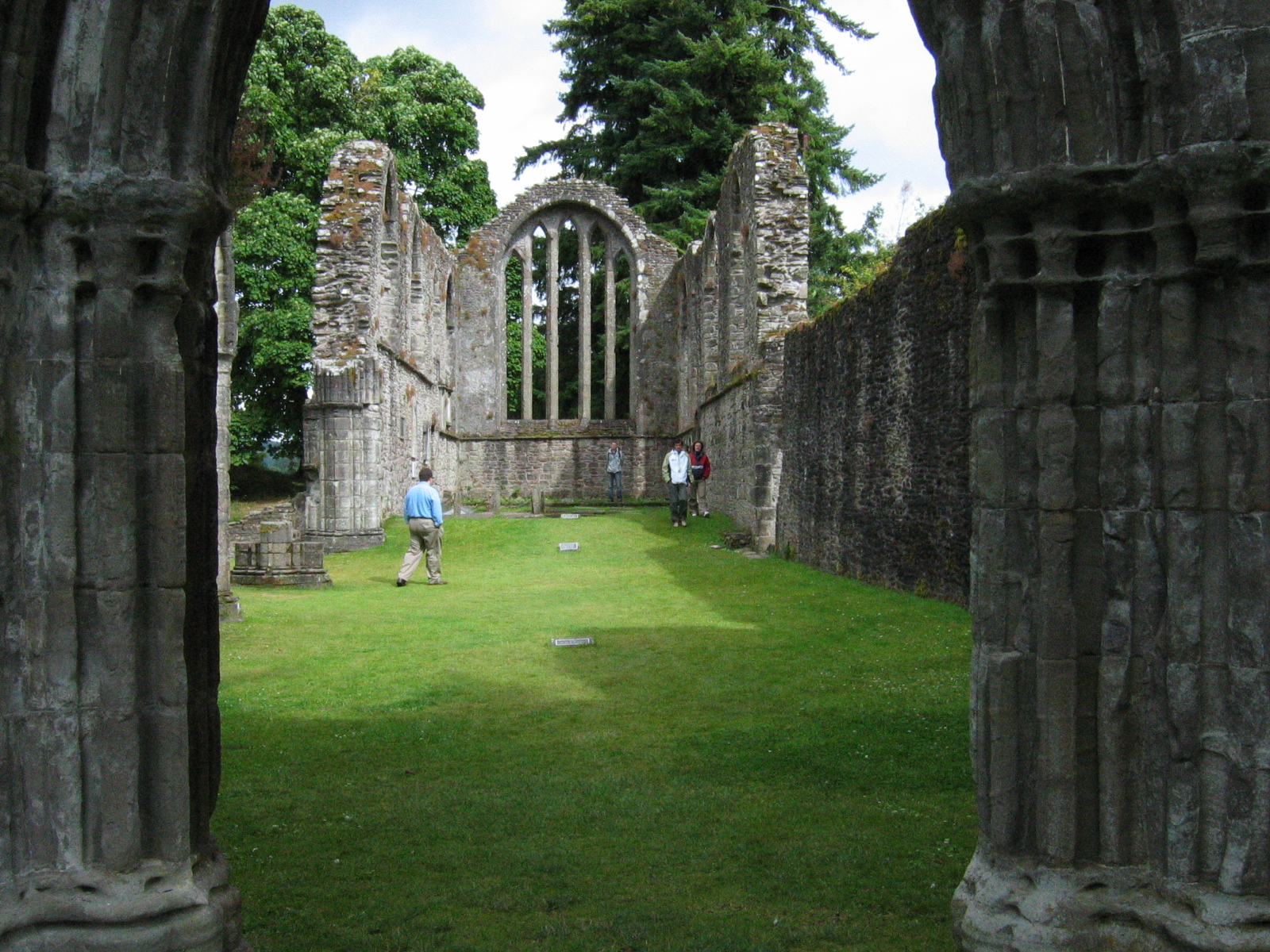
Resti del priorato agostiniano di Inchmahome, fondato nel 1238.

La diocesi di Dunblane (in latino: Dioecesis Dumblanensis) è una sede soppressa della Chiesa cattolica.

## Territorio
La diocesi era collocata nel centro della Scozia, in una regione che corrisponde all'incirca all'attuale area amministrativa di Stirling. Confinava a est e a sud-est con l'arcidiocesi di Saint Andrews, a sud-ovest con l'arcidiocesi di Glasgow e a nord con la diocesi di Dunkeld.
Sede vescovile era la città di Dunblane, dove fungeva da cattedrale la chiesa di San Blano.
La diocesi, la più piccola delle diocesi medievali scozzesi, comprendeva 34 parrocchie, comprese le chiese dei monasteri: Aberfoyle, Abernethy, Aberuthven, Auchterarder, Balquhidder, Callander, Comrie, Dron, Dunblane, Dunning, Dupplin, Exmagirdle, Findo Gask, Fossoway & Tullibole, Fowlis Wester, Glendevon, Kilbride, Kilmadock, Kilmahog, Kincardine-in-Menteith, Kinkell, Leny, Monzie, Monzievaird, Muthill, Port of Menteith, St Madoes, Strageith, Strowan, Tillicoultry, Trinity Gask, Tulliallan, Tullibody e Tullicheddill.

## Storia
Secondo la tradizione la comunità cristiana di Dunblane risale all'opera missionaria di san Blano, fondatore del monastero di Cenn Garath (Kingarth) sull'isola di Bute e poi, verso il 602, di un monastero nei pressi dell'attuale cattedrale di Dunblane.
La diocesi di Dunblane fu eretta intorno alla metà del XII secolo, verso la fine del regno di Davide I. Il primo vescovo conosciuto è un anonimo, menzionato in una copia del XIV secolo di una bolla di papa Adriano IV del 27 febbraio 1155.
È difficile ricostruire la storia di questa diocesi, perché i registri episcopali e gli altri documenti d'archivio sono scomparsi o perché sottratti dall'ultimo vescovo cattolico durante il suo esilio o perché andati distrutti durante la riforma. Alcuni storici non escludono che prima del XII secolo possa essere esistita una diocesi di tipo monastico e a base tribale (non territoriale), cosa che spiegherebbe l'esistenza delle enclavi di Abernethy e di Culross all'interno del territorio dell'arcidiocesi di Saint Andrews.
Fu probabilmente durante l'episcopato di Jonathan che Gilbert, conte di Strathearn, fece dono alla diocesi di un terzo dei suoi beni. È storicamente accertato che i conti di Strathearn furono generosi nei confronti della diocesi: i papi solevano notificare le nomine dei nuovi vescovi ai conti, in quanto "patroni" della diocesi, e non di rado nel XIII e XIV secolo i vescovi assumevano anche il titolo di vescovi di Strathearn.
Nonostante le beneficenze dei conti, la diocesi era assai povera. Il vescovo Clement inviò a Roma un rapporto sulla situazione della sua diocesi, che venne ripreso da papa Gregorio IX in una bolla dell'11 giugno 1237: i beni della Chiesa erano nelle mani dei laici; la diocesi era de facto vacante da dieci anni (Radulf e Osbert non avevano governato perché dimissionari); la cattedrale, in rovina, non aveva un capitolo ed il servizio religioso era assicurato da un cappellano di campagna; infine le entrate erano talmente misere che assicuravano al vescovo solo sei mesi di sussistenza in un anno. Clement consacrò la sua vita a riorganizzare la diocesi, ad istituire un capitolo e a ricostruire la cattedrale. Il successore Robert de Prebenda ottenne da papa Alessandro IV di poter incamerare, per tre anni, le entrate dei benefici vacanti, in modo da risanare i debiti della diocesi.
Inizialmente la diocesi era immediatamente soggetta alla Santa Sede. Nel 1188 papa Clemente III l'aveva dichiarata «filia specialis Ecclesiae Romanae, nullo mediante»; ma non essendoci metropolita in Scozia, diversi vescovi dovettero affrontare il viaggio fino a Roma per farsi confermare e consacrare. Il 17 agosto 1472 entrò a far parte della provincia ecclesiastica di Saint Andrews; per un breve periodo, 1492-1500, fece parte della provincia ecclesiastica dell'arcidiocesi di Glasgow.
L'ultimo vescovo cattolico fu William Chisholm il Giovane. Nel 1570 dovette abbandonare la Scozia e rifugiarsi in Francia, dove, l'8 novembre 1570, fu nominato amministratore apostolico della diocesi di Vaison, a cui rinunciò nel 1585. Morì a Roma nel 1593.
Alla sede di Dunblane gli succedette Andrew Graham primo vescovo della Chiesa episcopale scozzese, cui seguì George Graham nel 1603 e Adam Bellenden nel 1615. Già sciolta una prima volta nel 1638, la diocesi episcopaliana di Dunblane fu definitivamente soppressa nel 1688, e come tutte le chiese della nazione fu indistintamente incamerata dalla Chiesa di Scozia di matrice calvinista.
Prima della Riforma la diocesi comprendeva un'abbazia e due priorati di Canonici regolari di Sant'Agostino a Inchaffray, a Inchmahome e a Abernethy; un'abbazia Cistercense a Culross.

## Cronotassi dei vescovi
- Anonimo (M.) † (menzionato nel 1155)
- Laurence † (circa 1160 - prima del 1178 deceduto)
- Simon † (1178 - 1197)
- Jonathan † (1197 - 1210 deceduto)
- William † (circa 1210)
- Abraham † (circa 1220)
  - Radulf † (1226 dimesso) (vescovo eletto)
- Osbert † (1230 - circa 1231 dimesso)
- Clement, O.P. † (1233 - 1258 deceduto)
- Robert de Prebenda † (1258 - circa 1284 deceduto)
- William, O.S.B. † (18 dicembre 1284 - circa 1296 deceduto)
- Alpin di Strathearn † (16 ottobre 1296 - circa 1300 deceduto)
- Nicholas di Balmyle, O.S.B. † (13 novembre 1301 - 1307 deceduto)
- Nicholas † (11 dicembre 1307 - 1320 deceduto)
- Maurice † (5 marzo 1322 - circa 1347 deceduto)
- William di Cambuslang † (23 ottobre 1347 - circa 1361 deceduto)
- Walter di Coventre † (18 giugno 1361 - dopo il 27 marzo 1371 deceduto)
- Andrew Magnus † (27 aprile 1372 - 1380 deceduto)
- Dúghall di Lorne † (20 settembre 1380 - 1403 deceduto)
- Fionnlagh MacCailein † (10 settembre 1403 - 1419 deceduto)
- William Stephani † (30 ottobre 1419 - 1429 deceduto)
- Michael Ochiltree † (22 giugno 1429 - dopo il 28 giugno 1445 deceduto)
- Robert Lauder † (27 ottobre 1447 - 1466 dimesso)
- John Herspolz † (12 settembre 1466 - 1479 deceduto)
- James Chisholm † (31 gennaio 1487 - 1526 dimesso)
- William Chisholm I † (6 giugno 1526 - 14 o 15 dicembre 1564 deceduto)[2]
- William Chisholm II † (14 o 15 dicembre 1564 succeduto - 26 settembre 1593 deceduto)[3]